# Sepiolina nipponensis
Sepiolina nipponensis е вид главоного от семейство Sepiolidae.

## Разпространение и местообитание
Видът е разпространен в Австралия (Западна Австралия и Южна Австралия), Китай (Фудзиен), Провинции в КНР, Тайван, Филипини и Япония (Кюшу, Рюкю, Хоншу и Шикоку).
Обитава океани и заливи. Среща се на дълбочина от 162 до 254 m, при температура на водата около 10,8 °C и соленост 34,7 ‰.